# Merrimack (rivier)
De Merrimack is een 188 km lange rivier in het noordoosten van de Verenigde Staten. Zij ontspringt aan de samenvloeiing van de rivieren Pemigewasset en Winnipesaukee in Franklin (New Hampshire), stroomt zuidwaarts Massachusetts in, en stroomt vervolgens naar het noordoosten tot zij uitmondt in de Atlantische Oceaan bij Newburyport.
De Merrimack en zijn bijrivier de Concord zijn het decor van een boek van Henry David Thoreau, A Week on the Concord and Merrimack Rivers.
- Library of Congress Control Number: sh85083881
- National Archives and Records Administration: 10046742
- Nationale Bibliotheek van Tsjechië: ge992064
- Nationale Bibliotheek van Israël: 987007565659305171
- Système universitaire de documentation: 147001552
- Virtual International Authority File: 246958957